# Jaroslav Babušiak
Jaroslav Babušiak (* 6. September 1984 in Dolný Kubín) ist ein slowakischer Skirennläufer. Seine Stärken liegen in den technischen Disziplinen Slalom und Riesenslalom, er startet jedoch auch in Abfahrt und Super-G sowie in der Kombination.

## Werdegang
Babušiak war bereits mehrmals slowakischer Meister in Slalom sowie Meister im Riesenslalom. In diesen beiden Disziplinen gewann er auch schon einige FIS-Rennen. Im Alpinen Skiweltcup startet Babušiak nur vereinzelt. Er erreichte jedoch schon Weltcuppunkte – als erster männlicher alpiner Skiläufer des slowakischen Skiverbandes – mit Rang 19 in der ausfallsreichen Super-Kombination von Val-d’Isère 2008.
Bei den Olympischen Winterspielen von Turin 2006 startete Jaroslav Babušiak in allen Disziplinen außer im Riesentorlauf und erreichte als bestes Ergebnis Rang 24 im Slalom. Weiters nahm er bisher an drei Skiweltmeisterschaften (Bormio 2005, Åre 2007 und Val-d’Isère 2009) teil. Sein bestes Ergebnis war hier Rang 19 in der Super-Kombination von Val-d’Isère. Zwei Jahre später egalisierte er in Garmisch-Partenkirchen dieses Ergebnis.